# Antifolato
Antifolato es un tipo de medicamento que impide a las células utilizar ácido fólico para elaborar ADN.  También reciben el nombre de antagonista del ácido fólico y antagonista del folato.

## Usos en medicina
Los antifolatos se utilizan en la quimioterapia del cáncer, algunos se emplean como antibióticos o agentes antiprotozoarios. Un ejemplo bien conocido es el metotrexato, este es un análogo de ácido fólico, y debido a la similitud estructural con él, inhibe la enzima dihidrofolato reductasa, y por lo tanto impide la formación de tetrahidrofolato. Debido a que el tetrahidrofolato es esencial para la síntesis de purina y pirimidina, su deficiencia puede conducir a la inhibición de la producción de ADN, ARN, y proteínas.

## Principales fármacos antifolato
Algunos de los medicamentos que se incluyen en este grupo terapéutico son:
- Antitumorales como el metotrexato y el pemetexed y el raltitrexed.[2][3]
- Agentes contra el paludismo como la pirimetamina.
- Antibacterianos como el trimetoprim.
- Otros medicamentos con propiedades antifolato son el triamterene (diurético) y la sulfasalazina que se emplea para el tratamiento de la colitis ulcerosa.

## Imágenes

Ácido fólico
Metotrexato
Pemetrexed
Raltitrexed